# Dângeni
Dângeni – wieś w Rumunii, w okręgu Botoszany, w gminie Dângeni. W 2011 roku liczyła 748 mieszkańców.